# Evelyn Roll
Evelyn Roll (* 4. September 1952 in Lüdenscheid) ist eine deutsche Journalistin und Publizistin.

## Leben
Evelyn Roll studierte von 1972 bis 1980 Germanistik und Politische Wissenschaften an der Albert-Ludwigs-Universität Freiburg. Während dieser Zeit sammelte sie erste journalistische Erfahrungen bei der Badischen Zeitung. Anschließend folgte ein Aufbaustudiengang Journalistik mit dem Nebenfach Öffentliches Recht an der Johannes-Gutenberg-Universität Mainz.
Ihre weitere journalistische Laufbahn vollzog sich von 1980 bis 1982 als freie Journalistin bei der Abendzeitung, der Süddeutschen Zeitung (SZ) und beim Bayerischen Rundfunk. 1983 kam sie zur SZ nach München, wo sie zunächst als Lokalreporterin und Korrespondentin tätig war. Ab 1992 leitete Roll das Büro der SZ in Frankfurt am Main, bevor sie 1995 in gleicher Position nach Berlin wechselte. Der Aufbau der Hauptstadtredaktion bildete dabei den Schwerpunkt ihrer Arbeit.
Für ihren Beitrag Ganz neue Größen, der in der Ausgabe der Süddeutschen Zeitung vom 9./10. Oktober 1999 erschien, wurde sie im Jahr 2000 mit dem Theodor-Wolff-Preis in der Kategorie Allgemeines ausgezeichnet.
Seit 1999 arbeitet Evelyn Roll als Autorin und veröffentlicht Bücher zu vorrangig politischen Themen. Ihre Publikationen umfassen u. a. mehrere Bücher über Angela Merkel sowie ein Porträt über Oskar Lafontaine. Daneben hat sie auch ein Buch über den Golfsport veröffentlicht, eine Sportart, die sie seit ihrer Schulzeit ausübt.
Ihre ZDF-Dokumentation (zusammen mit Claudia Bissinger) Die Kanzlerin. Angela Merkels erstes Regierungsjahr hatte im November 2006 über 3,2 Mio. Zuschauer.

## Publikationen
- Oskar Lafontaine. Heyne, München 1990, ISBN 3-453-04718-4.
- als Herausgeberin: Ecke Friedrichstraße, Ansichten über Berlin. dtv, München 1997, ISBN 3-423-08384-0.
- Nun soll endlich Glanzzeit sein. Berliner Beobachtungen. Picus, Wien 2000, ISBN 3-85452-730-6.
- Das Mädchen und die Macht. Angela Merkels demokratischer Aufbruch. Rowohlt, Berlin 2001, ISBN 3-87134-429-X.
- Weil der Mensch ein Mensch ist. Rowohlt, Berlin 2004, ISBN 3-87134-494-X.
- Die Erste. Angela Merkels Weg zur Macht. Rowohlt Taschenbuch Verlag, Reinbek bei Hamburg 2005, ISBN 3-499-62128-2.
- Schönes Spiel. Geschichten vom Golfen. Ullstein, Berlin 2006, ISBN 3-548-36855-7.
- Die Kanzlerin. Angela Merkels Weg zur Macht. Ullstein, Berlin 2009, ISBN 978-3-548-37269-3.
- Wir sind Europa! Eine Streitschrift gegen Nationalismus. Ullstein, Berlin  2016, ISBN 978-3-550-08159-0 (Der Text basiert auf dem Essay der Autorin in der  Süddeutschen Zeitung unter dem Titel: Bürger für Europa, am 13. Februar 2016, 45 Seiten).
- Pericallosa. Eine deutsche Erinnerung. Droemer Knaur, München 2023, ISBN 978-3-426-27798-0.

## Auszeichnungen
- 2000: Theodor-Wolff-Preis
- Journalisten-Preis der Stadt Frankfurt